# توکوگاوا موچی‌تسوگو

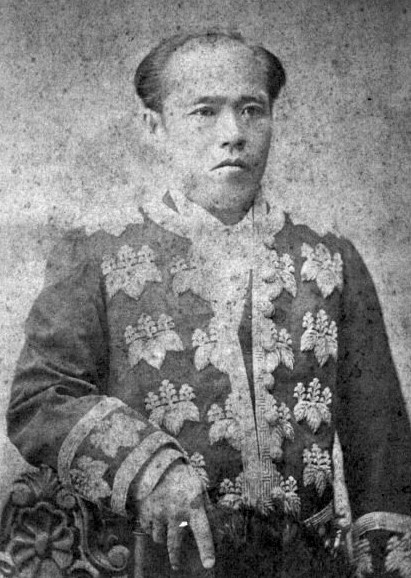

توکوگاوا موچی‌تسوگو (به ژاپنی: 徳川 茂承 とくがわ もちつぐ)، او یک ارباب فئودال در اواخر دوره ادو (باکوماتسو)، سیاستمداری در دوره میجی و عضوی از اشراف بود. او چهاردهمین (و آخرین) ارباب قلمرو کیشو، اولین فرماندار آن و عضو مجلس اعیان (ژاپن) بود. او برادر کوچکتر توکوگاوا شیگه‌نوری، هشتمین ارباب قلمرو کیشو و نتیجه ماتسودایرا یوریچیکانه بود که ششمین ارباب حوزه ایو-سایجو شد. نام اصلی او ماتسودایرا یوریشیسا بود.